# 本間耕曹

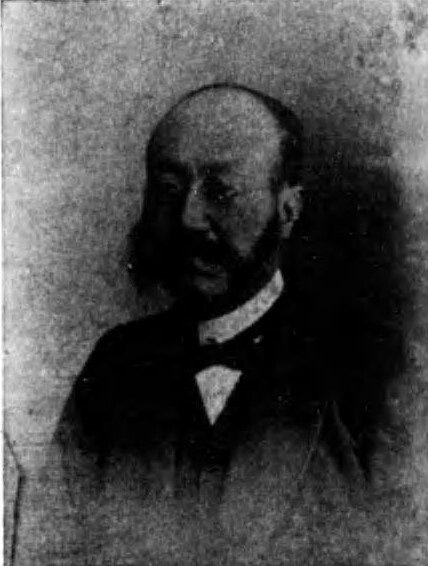
本間耕曹

本間 耕曹（ほんま こうぞう、1842年（天保13年6月）‐ 1909年（明治42年）12月18日）は、明治時代の政治家。衆議院議員（1期）。浮世絵の蒐集家、浮世絵商。

## 経歴
現在の山形県酒田市において生まれる。本間家4代目の本間光道の三男であった本間光和の次男として出生、幼名を友三郎と言った。
早くから江戸へ出ており、江川太郎左衛門の塾で洋学や剣術を学んだ。また、一時は長崎の砲術家の高崎四郎右衛門のもとで塾頭を務め、蝦夷地の北方警備の任にあたった。戊辰戦争を前にサハリンから帰郷する際にはアカハネ・スネルの船で酒田に戻るが、その折に、スネルとの知遇を得て、本間家の銃器購入のため働いたほか、仙台藩、米沢藩、会津藩などの兵器の買い入れにも携わった。
明治6年（1873年）には9ヶ月に亘ってドイツに行ってヨーロッパの新しい知識を習得した後、明治10年（1877年）に日本に帰国。東京警視庁大警部外国係を明治18年（1885年）まで奉職している。その後、明治25年（1892年）には第2回衆議院議員総選挙において当選。帝国議会議員として活躍している。
議員生活の後は東京小石川において書画骨董商を営み、特に肉筆浮世絵の売買に全力を傾注した。なお、小林文七の蒐集品のなかには多数の耕曹コレクションが存在したとされており、小林を通してフリーア美術館に売却された葛飾北斎の肉筆画「漁夫樵夫図」（絹本2幅）、「煙管持つ立美人図」（絹本1幅）、「富嶽笛を吹く童子」（絹本1幅）などは元々、耕曹のコレクションであったといわれている。明治42年12月8日、兄の病気見舞いに応じて帰郷した際、鶴岡にて没した。享年68。

## 親族
- 長男：本間光則（歯科医）[4]